# Péter Disztl
Dans le nom hongrois Disztl Péter, le nom de famille précède le prénom, mais cet article utilise l’ordre habituel en français Péter Disztl, où le prénom précède le nom.
Péter Disztl (né le 30 mars 1960 à Baja en Hongrie) est un joueur de football international hongrois qui évoluait au poste de gardien de but, avant de devenir ensuite entraîneur.

## Biographie

### Carrière de joueur

#### Carrière en club
La carrière professionnelle de Péter Disztl s'étale sur près de 20 ans, de 1977 à 1997. Il évolue au sein de trois pays : en Hongrie, en Allemagne, et au Liberia.
Il joue pendant 10 saisons avec le club de Videoton, et pendant trois saisons avec le Budapest Honvéd. Il dispute un total de 372 matchs en première division hongroise, et 56 matchs au sein des championnats professionnels allemands.
Il remporte avec le Budapest Honvéd deux titres de champion de Hongrie, et une Coupe de Hongrie. 
Participant régulièrement aux compétitions européennes, il dispute six matchs en Coupe d'Europe des clubs champions, et 25 matchs en Coupe de l'UEFA. Il atteint la finale de la Coupe de l'UEFA en 1985 avec le Videoton FC, en étant battu par le Real Madrid.

#### Carrière en sélection
Avec les moins de 20 ans, il participe à la Coupe du monde de football des moins de 20 ans 1979 organisée au Japon. Lors du mondial junior, il joue trois matchs : contre l'Union soviétique, l'Uruguay, et la Guinée.
Péter Disztl reçoit 37 sélections en équipe de Hongrie entre 1984 et 1989.
Il joue son premier match en équipe nationale le 23 mai 1984, en amical contre la Norvège (match nul et vierge à Székesfehérvár). 
Il figure dans le groupe des sélectionnés lors de la Coupe du monde de 1986. Lors du mondial organisé au Mexique, il joue deux matchs : contre l'Union soviétique, et la France. Il encaisse six buts contre l'URSS, et trois buts contre la France.
Lors de l'année 1988, il est à deux reprises capitaine de la sélection hongroise, contre la Grèce et Malte.
Il reçoit sa dernière sélection en équipe nationale le 15 novembre 1989, contre l'Espagne (défaite 4-0 à Séville). Ce match entre dans le cadre des éliminatoires du mondial 1990.

### Carrière d'entraîneur
Après sa carrière de joueur, il est entraîneur des gardiens du Videoton FC puis du Puskás Akadémia FC.

## Palmarès
| Videoton - Coupe de Hongrie : - Finaliste : 1981-82. - Coupe UEFA : - Finaliste : 1984-85. |  | Budapest Honvéd - Championnat de Hongrie (2) : - Champion : 1987-88 et 1988-89. - Coupe de Hongrie (1) : - Vainqueur : 1988-89. - Finaliste : 1987-88 et 1989-90. |